# Stereotypes
Stereotypes è un singolo della band inglese Blur, estratto dall'album The Great Escape e pubblicato nel 1996.

## Il video
Il videoclip del brano utilizza suoni e immagini di una esibizione dal vivo, in modo simile al video di End of a Century.

## Tracce
7" e Cassetta
1. Stereotypes – 3:11
2. The Man Who Left Himself – 3:21
3. Tame – 4:47

CD
1. Stereotypes – 3:11
2. The Man Who Left Himself – 3:21
3. Tame – 4:47
4. Ludwig – 2:24

CD International version
1. Stereotypes – 3:11
2. The Horrors – 3:18
3. A Song – 1:44
4. St. Louis – 3:12

## Classifiche
| Classifica (1996) | Posizione massima |
| ----------------- | ----------------- |
| Irlanda           | 13                |
| Regno Unito       | 7                 |